# Traona
Traona é uma comuna italiana da região da Lombardia, província de Sondrio, com cerca de 2.187 habitantes. Estende-se por uma área de 6 km², tendo uma densidade populacional de 365 hab/km². Faz fronteira com Cercino, Civo, Cosio Valtellino, Mello, Morbegno, Novate Mezzola.

## Demografia
| Variação demográfica do município entre 1861 e 2014                               |
|                                                                                   |
| Fonte: Istituto Nazionale di Statistica (ISTAT) - Elaboração gráfica da Wikipedia |